# PhotoScape
PhotoScape（フォトスケープ）は、大韓民国のMOOII Techが開発したグラフィック編集プログラム。 PhotoScapeの基本概念は「簡単で楽しい」であり、ユーザーはデジタルカメラや携帯電話から撮影した写真を簡単に編集することができる。 PhotoScapeは、色調整、切り取り、サイズ変更、印刷、GIFアニメーションなどの一般的な写真の強化を実行するためのシンプルなユーザーインターフェイスをもつ。  Photoscapeは、 Microsoft WindowsとMacで動作するが、 Linuxでは動作できない。 デフォルトの言語は英語と韓国語で、追加の言語パッケージがダウンロード可能。日本語も対応している。
バージョン3.7は、Windows XP、7、Vista、または8の現在の安定リリースで、 現在のバージョンのPhotoscape XはWindows 10用であり、プロ版は有料で利用できる。 Windows 98またはMEユーザーは古いバージョンを引き続き使用できる。 商業団体を含むすべてのユーザーに無料で配布される。

## 特徴
PhotoScapeは次のタスクを実行することができる。 
（名称は日本語版の記述に準ずる）
- 画像閲覧： 写真を参照して整理する。
- 画像編集 ：カラーの強化とバランス調整、サイズ変更、エフェクトとクリップアートの追加などを行う。
- 一括編集 ：複数の写真を一度に編集する。
- ページ ：複数の写真をポスターのような単一ページ、または単一の写真に結合する。
- 結合 ：上下左右に写真を結合し、一枚の写真を作成する。
- GIF アニメ ：複数の画像を処理し、GIFアニメーションを作成する。
- 印刷 ：写真を複数枚選択し、印刷する。
- 分割：画像をパーツごとに複数の画像へ分割する。
- スクリーンキャプチャ ：モニター画面を画像ファイルとして保存する。
- カラーピッカ ：画面ピクセルから色を選択する。
- RAW 変換 ：RAW形式の画像をJPEG形式に変換する。
- リネーム ：複数の画像を一括してリネームする。
- 用紙印刷： 方眼紙、カレンダー、楽譜など特別な用途の用紙を印刷する。

## 主だったリリース
| バージョン | リリース日     | 重要な変更 |
| ---------- | -------------- | --- |
| 3.1        | 2008年5月28日  | 初回リリース |
| 3.2        | 2008年10月9日  | 多くの新しいオプション、+19言語に対応 |
| 3.3        | 2009年1月5日   | 多くの新しいオプション、調整、ツール、+ 23言語に対応 |
| 3.4        | 2009年8月28日  | 多くの新しいオプション、調整、ネットブック用の解像度（1024×600）をサポート、+ 27言語に対応 |
| 3.5        | 2010年5月24日  | 調整、新しいツール、Windows 95 ・ 98・Meのサポート終了、Windows 7 ・ Vistaのサポート開始、+ 34言語に対応 |
| 3.6        | 2011年12月21日 | 新しいオプション、調整、+ 37言語に対応 |
| 3.6.1      | 2012年2月28日  | 調整、新しいツール |
| 3.6.2      | 2012年4月23日  | 調整、 RAWファイルのサポート |
| 3.6.3      | 2012年12月27日 | 調整と新機能、振動ブラシの追加 |
| 3.6.4      | 2013年6月25日  | 調整、新しいツールと機能、JPEG品質オプションの改善 |
| 3.6.5      | 2013年7月5日   | シャープ、ぼかし、ブルームフィルターのバグ修正、ぼかしブラシのアップグレード |
| 1.0        | 2013年10月23日 | Photoscape Xに分岐（「Windows XP、7、Vista、または8は PhotoScape 3.7を使用の事。」 ） |
| 2.0        | 2014年12月9日  | |
| 2.1        | 2015年1月8日   | |
| 2.2        | 2015年4月28日  | |
| 2.3        | 2015年10月28日 | |
| 2.4        | 2016年5月20日  | |
| 2.4.1      | 2016年7月16日  | |
| 2.5        | 2016年12月17日 | |
| 2.6        | 2017年7月6日   | |
| 2.6.1      | 2017年7月15日  | |
| 2.6.2      | 2017年7月16日  | |
| 2.6.3      | 2017年8月24日  | |
| 2.7        | 2017年12月21日 | |
| 2.7.1      | 2017年12月23日 | |
| 3.0.0      | 2019年4月23日  | 「自動カラー」フィルターを追加「超現実的」フィルターを追加。 26のぼやけたテクスチャを追加。 210個のフェイスステッカーと60個のボールステッカーを追加。 [印刷]タブに[余白]オプションを追加。環境設定にズーム（実際のピクセル）オプションを追加。ルーペ表示とフルスクリーンに「フィット＆フィル（拡大しない）」オプションを追加。カラーバランス、ポイントカラー、色の置換、切り取りの改善。 RAWサポートの改善。 UIの改善。 macOS Mojave 10.14（macOS）のパーミッションの問題を修正。バグ修正 |

## 参照資料
1. ↑  Photoscape, PC World, November 16, 2010
2. ↑  Luke Alessi (2012年12月9日). “Programmi per Modificare Foto Gratis – I Migliori” (イタリア語).   Tutto Tech. 2013年1月6日閲覧。
3. ↑  Sue Chastain. “PhotoScape for Windows Free Photo Editor Review”.  About.com. 2013年1月6日閲覧。
4. ↑  “Change Log”.   PhotoScape Official Website. 2013年1月6日閲覧。